# Яцкевич, Владислав Александрович
Владислав Александрович Яцкевич (бел. Уладзіслаў Аляксандравіч Яцкевіч; род. 29 сентября 1998, Сморгонь, Гродненская область) — белорусский футболист, защитник клуба «Гомель».

## Карьера

### «Сморгонь»
Начал заниматься футболом в сморгонской ДЮСШ. В юношеском возрасте стал заниматься футболом в структуре солигорского «Шахтёра». Выступал в юношеских командах клуба. Зимой 2015 года стал игроком «Сморгони». Дебютировал за клуб в Первой Лиге 17 мая 2015 года в матче против «Орши», выйдя на замену во втором тайме. В дебютном сезоне провёл за клуб 11 матчей. где в основном был игроком замены. В сезоне 2016 года также имел мало практики, появившись на поле 9 раз, где в основном выходил на замену на последних минутах матча.
В марте 2017 года продлил контракт с клубом. Первый матч в сезоне сыграл 8 апреля 2017 года в матче против «Энергетика-БГУ». В следующей игре 15 апреля 2017 года сыграл свой первый полный матч против «Барановичей». Впоследствии стал основным игроком клуба. Дебютным голом отметился 12 августа 2017 года в матче против тех же «Барановичей». Занял с командой 13 место в турнирной таблице. Для самого игрока это был первый полноценный футбольный сезон.

### «Барановичи»
В начале 2018 года тренировался с «Барановичами». В феврале 2018 года подписал полноценный контракт с клубом. Дебютировал за клуб 7 апреля 2018 года в матче против «Сморгони», выйдя на поле в стартовом составе. В июне 2018 года футболист покинул клуб.

### «Сморгонь»
В июле 2018 года вернулся в «Сморгонь». Первый матч в сезоне за клуб сыграл 29 июля 2018 года против минского «Торпедо». Также стал основным игроком команды. Сезон 2019 года начал как ключевой игрок. Первый матч сыграл 13 апреля 2019 года против речицкого «Спутника», где получил красную карточку на 53 минуте. Во всех остальных матчах был неотъемлемым игроком старта. Результативными действиями не отличился.

### «Неман» Гродно
В июле 2019 года в «Сморгони» объявили о там, что игрок покинул распоряжение клуба и продолжит карьеру в гродненском «Немане». 11 августа 2019 года гродненский клуб официально объявил об подписании контракта с игроком. Дебютировал за клуб и в Высшей Лиге 16 августа 2019 года в матче против «Ислочи». Провёл за клуб в сезоне 6 матчей как игрок замены. В сезоне 2020 года первый свой матч сыграл 29 марта 2020 года против «Витебска». Оставался игроком замены весь сезон. В составе клуба занял 5 место в турнирной таблице, а сам игрок провёл за клуб только 7 встреч во всех турнирах.

#### Аренда в «Сморгонь»
В феврале 2021 года отправился в аренду в свой старый клуб «Сморгонь», который получил путёвку в Высшую Лигу. Первый матч за клуб сыграл 13 марта 2021 года против «Энергетика-БГУ». В матче 22 мая 2021 года против жодинского «Торпедо-БелАЗ» отметился забитым голом. Несколько раз выходил на игру с капитанской повязкой. Стал ключевым защитником клуба, однако не помог клубу задержаться в элитном дивизионе. По итогу сезона занял с клубом 15 предпоследнее место. По окончании аренды покинул клуб.

#### Аренда в «Слуцк»
Начинал подготовку к сезону 2022 года в гродненском клубе. В феврале 2022 года находился на просмотре в «Слуцке». В марте 2022 года отправился в аренду в «Слуцк». Дебютировал за клуб 19 марта 2022 года в матче против «Ислочи». В декабре 2022 года покинул клуб по окончании срока аренды.

### «Слуцк»
В январе 2023 года перешёл в «Слуцк», подписав с клубом контракт до конца сезона. Новый сезон начал с матча Кубка Беларуси 5 марта 2023 года против мозырской «Славии». Однако закрепиться в основной команде слуцкого клуба у футболиста не вышло, пропустив начало сезона. В июне 2023 года футболист покинул слуцкий клуб, расторгнув контракт по соглашению сторон, сыграв за сезон лишь единожды в кубковом матче.

### «Сморгонь»
В июле 2023 года футболист снова стал игроком «Сморгони». Первый матч за клуб футболист сыграл 22 июля 2023 года в матче Кубка Беларуси против «Островца». Первый матч в чемпионате футболист сыграл 5 августа 2023 года против бобруйской «Белшины», выйдя на поле в стартовом составе. Футболист сразу же закрепился в основной команде клуба, также выводя команду на поле в с капитанской повязкой. По итогу сезона вместе с клубом футболист помог клубу сохранить прописку в высшем дивизионе, однако результативными действиями не отличился. В декабре 2023 года футболист покинул клуб.

### «Гомель»
В январе 2024 года футболист перешёл в «Гомель», подписав контракт до конца сезона. Дебютировал за клуб футболист 17 марта 2024 года в матче против «Слуцка», выйдя на поле в стартовом составе. Дебютным забитым голом за клуб футболист отличился 19 апреля 2024 года в матче против «Сморгони».

## Международная карьера
В 2019 году получил вызов в молодёжную сборную Беларуси. Дебютировал за сборную 8 июня 2019 года в матче против Гибралтара, где белорусская сборная выиграла со счётом 10:0.